# Federico Schianchi
Federico Schianchi, né le 6 octobre 1858 à Modène et mort le 28 décembre 1918 à Rome, est un peintre italien spécialisé dans le védutisme en couleurs à l'huile et à l'eau de Rome et de la campagne italienne.

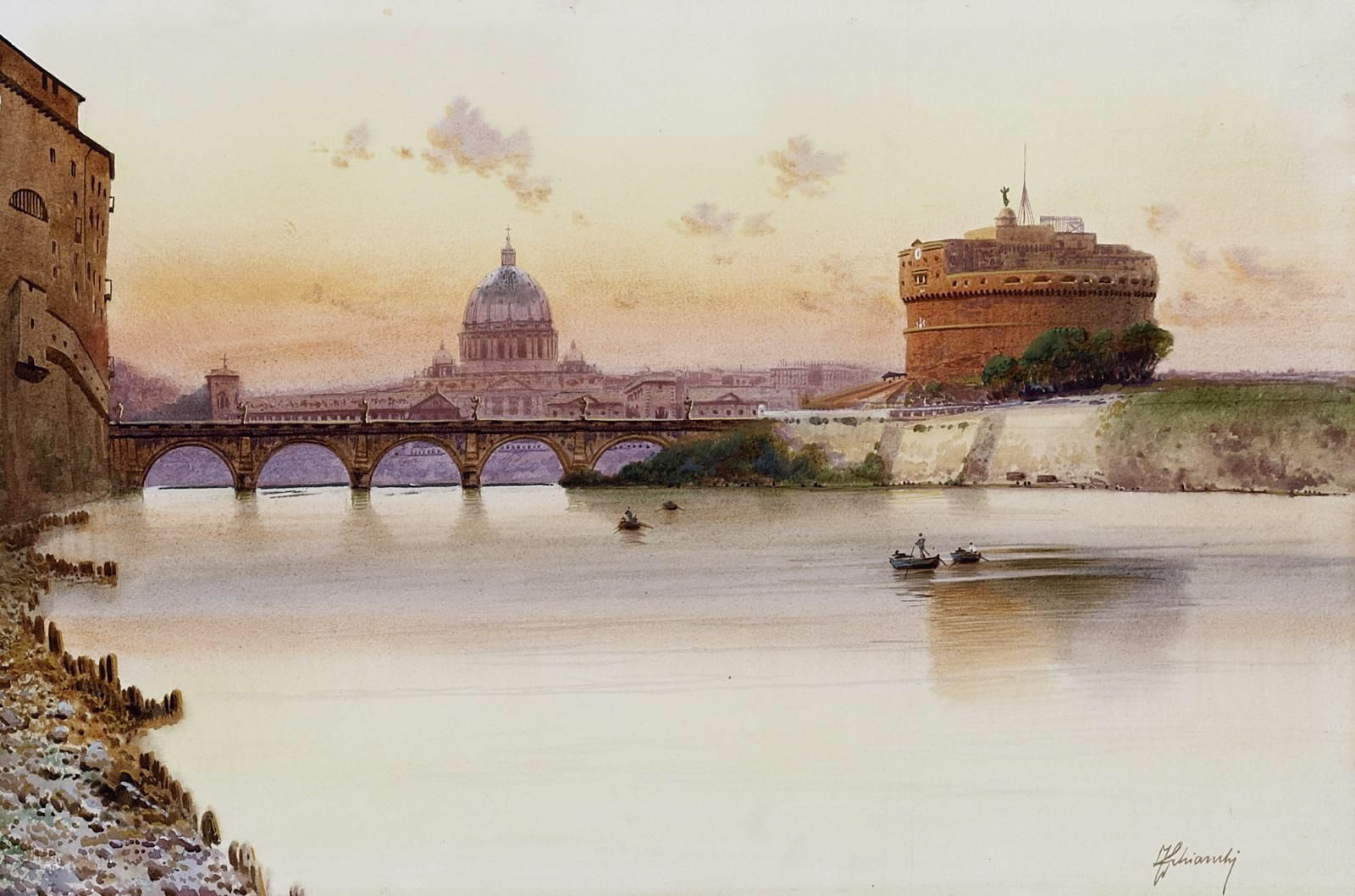
Vedute du Tibre et de Castel Sant'Angelo (aquarelle).

## Biographie
Il est formé initialement à l'Institut de Modène des Beaux-Arts en 1878. Il est mentoré par Antonio Simonazzi, qui enseigne le dessin, et le peintre Ferdinand Manzini, qui enseigne l'ornementation,. Il s'installe à Rome en 1887.